# Tchetniks noirs
Les Tchetniks noirs, également appelés Tchetniks de Pećanac, étaient une force militaire irrégulière qui travaillait dans le territoire serbe lors de l'occupation allemande sous la direction du voïvode Kosta Pećanac. Ils étaient fidèles au gouvernement serbe soutenu par l'Allemagne. Pećanac a finalement été qualifié de traître par le gouvernement yougoslave en exil, et les Allemands ont conclu que ses détachements étaient inefficaces, peu fiables et sans grande aide militaire. Les Allemands et le gouvernement fantoche ont dissous l'organisation entre septembre 1942 et mars 1943 et Pećanac a été interné pendant un certain temps avant d'être tué au milieu de 1944 par les forces loyales de son rival tchetnik, Draža Mihailović.

## Contexte
Les tchetniks de Pećanac ont été nommés en l'honneur de leur commandant, Kosta Pećanac, combattant puis vojvoda au sein de l'organisation des tchetniks serbes qui s'était distingué pour la première fois dans sa lutte contre l'empire ottoman en Macédoine entre 1903 et 1910 . Au cours de la deuxième guerre des Balkans, qui se déroula du 29 juin au 10 août 1913, il vit un combat contre le Royaume de Bulgarie. Pendant la Première Guerre mondiale, il dirigea des groupes de guérillas serbes combattant derrière les lignes bulgares et austro-hongroises. Il était la figure la plus en vue du mouvement Tchetnik durant l'entre-deux-guerres. Il a joué un rôle de premier plan au sein de l'Association contre les bandits bulgares, une organisation notoire qui a terrorisé arbitrairement les Bulgares dans la région de Štip, qui fait partie de la Macédoine moderne. Il a également été commandant de l'Organisation des nationalistes yougoslaves (ORJUNA). En tant que membre du Parlement, il était présent lorsque le chef du Parti paysan croate (HSS) Stjepan Radić et les députés du HSS Pavle Radić et Đuro Basariček ont été tués par l'homme politique serbe Puniša Račić le 20 juin 1928. Avant la fusillade, Pećanac était accusé par Ivan Pernar, député de HSS, d'être responsable du massacre de 200 musulmans en 1921.

## Collaboration avec les forces de l'Axe
Le 18 août 1941, alors qu'il passait des accords avec les allemands, Pećanac reçut une lettre du chef rival des tchetnik, Draža Mihailović, dans laquelle il proposait un arrangement dans le cadre duquel Pećanac contrôlerait les tchetniks au sud de la Morava occidentale, tandis que Mihailović contrôlerait les tchetniks dans toutes les autres régions. Pećanac a décliné cette demande et a suggéré de proposer à Mihailović le poste de chef de cabinet. Il a également recommandé que les détachements de Mihailović se dissolvent et rejoignent son organisation. Entre-temps, Pećanac avait pris des dispositions pour que plusieurs milliers de ses tchetniks soient transférés dans la gendarmerie serbe en qualité d'auxiliaires allemands.
Le 27 août, Pećanac a publié une "Proclamation ouverte au cher peuple" dans laquelle il se présentait comme le défenseur et le protecteur des Serbes et, faisant référence aux unités de Mihailović, avait appelé à la réunion de "détachements formés sans son accord". sous son commandement. Il a exigé que les personnes qui se cachent dans les forêts rentrent chez elles immédiatement et que les actes de sabotage dirigés contre les autorités d'occupation cessent ou soient punis de la peine de mort. Le dirigeant communiste Josip Broz Tito et tous les membres du Parti communiste de Yougoslavie ont quitté Belgrade le 16 septembre 1941 à l'aide de documents remis à Tito par Dragoljub Milutinović, le voïvode de Pećanac. Comme Pećanac coopérait déjà pleinement avec les allemands à ce moment-là, cette assistance a amené certains à spéculer sur le fait que Tito avait quitté Belgrade avec la bénédiction des allemands parce qu'il avait pour tâche de diviser les forces rebelles, à l'instar de l'arrivée de Lénine en Russie.
En septembre 1941, certains des subordonnés de Pećanac se sont séparés pour rejoindre les partisans dans la lutte contre les allemands et leurs auxiliaires serbes. Dans la région montagneuse de Kopaonik, un subordonné auparavant fidèle de Pećanac a commencé à attaquer les postes de gendarmerie locaux et à s'affronter avec des bandes armées de musulmans albanais. À la fin du mois d'octobre, les Allemands ont décidé de ne plus armer les éléments "non fiables" au sein des tchetniks de Pećanac et ont rattaché le reste à leurs autres forces auxiliaires serbes. Le 7 octobre 1941, Pećanac adressa une requête au chef du gouvernement serbe, Milan Nedić, en lui demandant des officiers qualifiés, des fournitures, des armes, des salaires et plus encore. Au fil du temps, ses demandes ont été satisfaites et un officier de liaison allemand a été nommé au siège de Pećanac pour aider à coordonner les actions. Le 17 janvier 1942, selon les données allemandes, 72 officiers tchetniks et 7 963 hommes étaient payés et fournis par la gendarmerie serbe. Cela n'atteignait pas leur effectif maximum autorisé de 8 745 hommes, et comprenait deux ou trois mille tchetniks de Mihailović qui avaient été "légalisés" en novembre 1941. Le même mois, Pećanac a demandé aux Italiens l'autorisation de se rendre dans l'est du Monténégro, mais les Italiens craignaient que les tchetniks ne se rendent dans le Sandžak.
En avril 1942, le commandant allemand en Serbie, le général d'Artillerie Paul Bader, donna des ordres aux unités de Pećanac portant les numéros d'unité C-39 à C-101, qui étaient placées sous le commandement de la division allemande locale. ou poste de commandement régional. Ces ordres ont nécessité le déploiement d'un officier de liaison allemand avec tous les détachements engagés dans des opérations et ont également limité leurs déplacements en dehors de la zone qui leur avait été assignée. Les livraisons d'armes et de munitions étaient également contrôlées par les Allemands. En juillet 1942, Mihailović fit en sorte que le gouvernement yougoslave en exil dénonce Pećanac en tant que traître et sa collaboration continue ruina ce qui lui restait de la réputation qu'il avait acquise lors des guerres des Balkans et de la Première Guerre mondiale.

## Dissolution
Les Allemands ont découvert que les unités de Pećanac étaient inefficaces, peu fiables et ne fournissaient que peu d'aide militaire. Les tchetniks de Pećanac se sont régulièrement affrontés et ont eu des rivalités avec d'autres auxiliaires allemands tels que la Garde d'État serbe et le commandement des volontaires serbes, ainsi qu'avec les tchetniks de Mihailović. Les Allemands et le gouvernement serbe commencèrent à les dissoudre en septembre 1942 et tous sauf un avaient été dissous à la fin de cette année. Le dernier détachement a été dissous en mars 1943. Ses partisans ont été dispersés dans des forces auxiliaires allemandes, des unités de travaux allemands, ou ont été internés dans des camps de prisonniers de guerre. Beaucoup ont déserté pour rejoindre Mihailović. Rien n’a été enregistré concernant les activités de Pećanac au cours des mois suivants, si ce n’est qu’il a été interné pendant un certain temps par le gouvernement de Serbie. Les récits de capture et de mort de Pećanac varient. Selon un récit, Pećanac, en février 1944, quatre de ses dirigeants et 40 de leurs partisans auraient été capturés par les forces loyales à Mihailović. Tous ont été tués en l'espace de quelques jours, à l'exception de Pećanac, qui est resté en détention pour rédiger ses mémoires de guerre avant d'être exécuté le 5 mai. 1944. Une autre source indique qu'il a été assassiné le 6 juin 1944 par des tchetniks fidèles à Mihailović.